# إدي ستابس
إدي ستابس بالإنجليزية: Eddie Stubbs)‏ هو مقدم برامج إذاعية أمريكي، ولد في 25 نوفمبر 1961 في غايثرسبيرغ في الولايات المتحدة.

## وصلات خارجية
- إدي ستابس على موقع ميوزك برينز (الإنجليزية)
- إدي ستابس على موقع ديسكوغز (الإنجليزية)